# Madonna col Bambino benedicente (Guercino)
La Madonna col Bambino benedicente, nota anche come Madonna dei Cappuccini, è un dipinto a olio su tela (134 × 104 cm) eseguito da Giovanni Francesco Barbieri, detto Guercino, intorno al 1629.

## Storia
La scritta JOVANES FRANCISCUS BARBERIUS CENTENSIS FECIT ANO 1629 venne scoperta nel 1967, in occasione del restauro per la mostra tenutasi a Cento per il terzo centenario della morte del Guercino, quando venne rimossa la vecchia fodera cui seguì una doppia foderatura che occultò di nuovo la data e la firma. La datazione e la autografia dell'opera risulta anche dal Libro dei conti dove alla data 26 novembre vi è annotato: "Dal Sig.r Marco Antonio Chiarelli, si è ricevuto per la Madonna fatta alli M.M.R.R. Cappuccini di Cento, posta nel suo Coro scudi 31." Fu citato anche da Carlo Cesare Malvasia e da tutti gli storici locali nella sagrestia della chiesa della Santissima Trinità dei Cappuccini di Cento. Johann Wolfgang Goethe, nel suo Viaggio in Italia, citò il dipinto e descrisse l'emozione profonda che provò nel contemplarlo, lasciandosi commuovere dalla sua bellezza.

## Descrizione e stile
La scena si svolge in un ambiente interno dove la luce attraversa una finestra fatta a piccoli cerchi e spiove sulle figure della Madonna e del Bambino. La madre sorregge il figlio posandogli delicatamente la mano sull'addome, mentre questi si aggrappa alla veste della Madonna per aiutarsi a mantenere la posizione eretta. Questi dettagli di quotidiana umanità fanno sì che le due figure "sembrano più naturali che dipinte."
Il Guercino è stato interprete straordinario di questo tema (Madonna col Bambino), descrivendolo sempre con gesti semplici e atmosfere quotidiane, basti pensare a opere come opere come la Madonna del passero (Pinacoteca nazionale di Bologna) o la Madonna della pappa (Museo nazionale di Stoccolma). Tuttavia in questo quadro "il pittore oltrepassa un poco l'atmosfera umana e terrena, perché Maria regge il figlio in piedi guidandone il gesto benedicente."
La Madonna dei Cappuccini è, secondo Fausto Gozzi, "un'opera fondamentale per capire lo svolgimento dell'arte del maestro di Cento, perché appartiene ad una fase decisiva e contemporaneamente delicata del suo percorso artistico."
Già Denis Mahon aveva sottolineato che "un dipinto di questo genere dovrebbe essere considerato un precursore del periodo tardo del Guercino più che un ormai lontano erede di un quadro quale Lo sposalizio mistico di Santa Caterina del 1620 [...]. Si comincia a sentire che il Guercino può non essere rimasto indifferente alla presenza di Guido Reni [...] si fa per noi chiara la necessità – se "vogliamo apprezzare ciò che il maestro avrà da offrirci in futuro – di abbandonare, insieme con lui i criteri applicabili alle sue opere precedenti, e di rivolgerci verso un punto di vista completamente nuovo.”